# Maître de Girard Acarie
Le Maître de Girard Acarie désigne par convention un enlumineur actif à Rouen entre 1520 et 1540. Il doit son nom à un manuscrit du Roman de la Rose commandé par Girard Acarie, haut fonctionnaire et copiste, destiné au roi François Ier. Il a peint plusieurs manuscrits notamment pour des commanditaires normands.

## Éléments biographiques et stylistiques

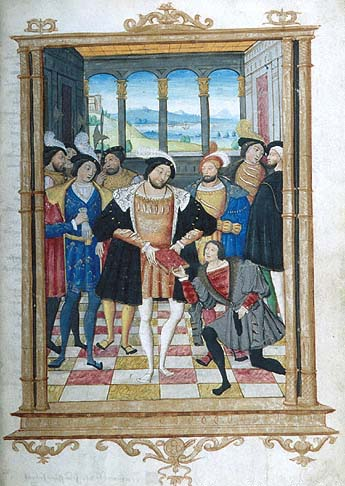
Miniature de dédicace du Roman de la Rose, f.4r.

Cette personnalité et son corpus ont été distingués en 1993, de celle d'un artiste rouennais désigné sous le nom de Maître des Heures Ango. L'historienne de l'art Margarete Friesen, dans son étude d'un Roman de la Rose copié par Girard Acarie et destiné au roi François Ier, a proposé d'y voir la main d'un artiste distinct et auteurs de la décoration de plusieurs manuscrits rouennais. Il était probablement installé dans cette ville et a travaillé, outre pour le contrôleur général des finances de Normandie Girard Acarie, mais aussi pour Jacques Le Lieur.
Son style se caractérise par des personnages démesurément grands, aux jambes musclées mais aux petits pieds. Son dessin est rapide et sa peinture très fine, voire parfois transparente. Ses compositions mais aussi ses personnages sont très vivants, ce qui le distingue du style placide du Maître des Heures Ango. 

## Manuscrits attribués

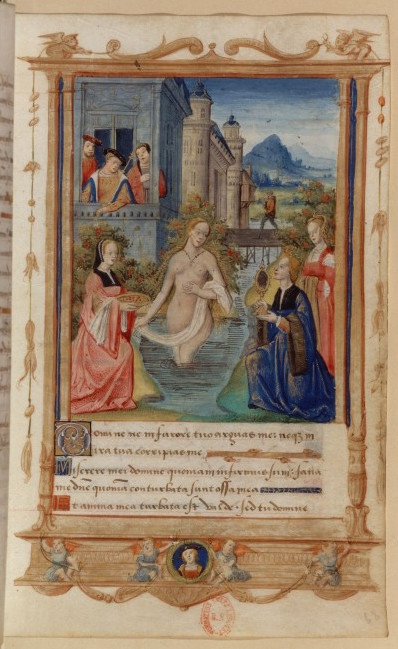
Heures de Marie Chantault, Bethsabée au bain, f.68r.

- Triomphe de la Vierge, vers 1523-1524, Bibliothèque royale de Belgique, Bruxelles, MS IV 1057
- Poésie et correspondance de François Ier, Marguerite de Navarre et Louise de Savoie, vers 1526, Badische Landesbibliothek, Karlsruhe, Ms.Rastatt 29
- Poème sur la Passion de Jacques Le Lieur, vers 1530, 26 folios et 24 miniatures, Morgan Library, M.147[3]
- Poème sur la Passion de Jacques Le Lieur, vers 1537, manuscrit démembré dont il subsiste 14 miniatures, 5 au Fitzwilliam Museum, Cambridge (MSS 1-2006.1, 355-1984, 1-2012.1, 1-2012.2, 1-2006.2)[4], 1 à la Morgan Library and Museum, New York (M.1116) et 8 dans des collections particulières.
- Roman de la Rose, copié par Girard Acarie, Morgan Library, M.948
- Heures de Marie Chantault, femme de Girard Acarie à l'usage de Chartres, copié par ce dernier, 1524, Bibliothèque nationale de France, Paris, Smith-Lesouëf 39
- Poèmes d'Eloy Du Mont et Distictiques de Fausto Andrelini, vers 1534, BNF, Fr.2237
- Passion et autres poèmes de Jacques Le Lieur, BNF, NAF 1816
- Livre d'heures, vers 1516, Petit Palais, Coll. Dutuit, Ms.1149
- Prières et poésies de Jacques Le Lieur, vers 1530-1540, Bibliothèque municipale de Rouen (attribué à un associé)
- Puys de Rouen, Bibliothèque nationale de Russie, Saint-Pétersbourg, Ms.Fr.Q.V.V.XI.6
- Processionnal à l'usage dominicain, provenant du monastère des dominicaines du monastère des Emmurées de Saint-Mathieu de Rouen, vers 1520, coll. part. passé en vente dans la librairie "Les Enluminures"[5]
- Livre d'heures à l'usage de Rome, vers 1525, 230 x 140mm. 103 folios, coll. part. passé en vente chez Christie's le 9 juillet 2001 (lot 34)[6]
- Livre de chœur, aujourd'hui démembré, dont il subsiste 3 lettrines historiées : 2 au Victoria and Albert Museum, Londres, PDP.284.1-2 et une au musée du Louvre RF1179[7]